# 마리우스 퐁메르시

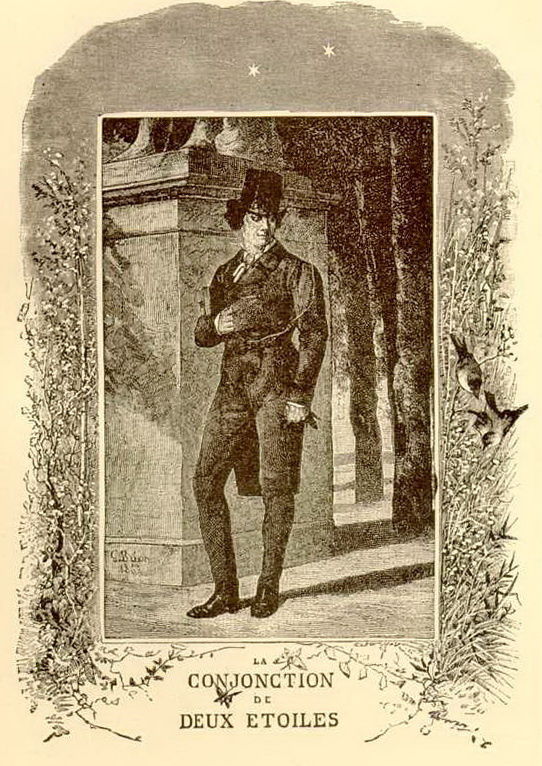

마리우스 퐁메르시(프랑스어:Marius Pontmercy)는 빅토르 위고의 소설 《레 미제라블》에 등장하는 인물이다. 코제트와 사랑에 빠진 마리우스는 한편으로는 바리케이트에서 앙졸라, ABC의 벗들과 함께 투쟁하기도 한다. 마리우스는 투쟁 과정에서 목숨을 잃을 뻔 하지만 코제트의 양부인 장 발장에 의해 구출된다.